# Tučak
Tučak (ginecej, lat. pistillum) je dio cvijeta skrivenosjemenjača, izgrađen od jednog ili više sraslih oplodnih listića (nazivaju se karpele), u čijoj unutrašnjosti se nalazi šupljina sa sjemenim zamecima. Tučak štiti sjemene zametke od raznih vanjskih utjecaja, u prvom redu isušivanja. Može se javljati u dva oblika, apokarpni, kod kojega plodni su listovi nezavisni na cvjetištu i nisu međusobno srasli, i cenokarpni, međusobno srašteni (svi skupa grade jedinstven tučak).
Cenokarpni ginecej može biti opet sinkarpni ginecej (cenokarpno-sinkarpni) - plodnica je podijeljena septama na lokule (višegradne plodnice) i parakarpni (cenokarpno-parakarpni) - plodnica sadrži jednu jedinstvenu šupljinu (jednogradna plodnica).
Kod većine biljaka, tučak ima tri dijela:
- njuška ili  (lat. stigma);
- vrat (tučak) ili stil (lat. stylus);
- plodnica ili (lat. ovarium, germen).

Njuška se nalazi na vrhu tučka i često je hrapav ili ljepljiv, da bi se za njega lako zalijepila peludna zrna. Na njuški se nalazi tekućina s biljnim hormonima, koja prouzrokuju klijanje peludnih zrna u peludnu cijev.
Njuška se naniže suzi u vrat kroz koji prolazi peludna cijev na putu do plodnice. Vrat se kod nekih cvjetova može aktivno savijati i postavljati njušku u najpovoljniji položaj za oprašivanje. Tkivo vrata najčešće je omekšano i osluženo, a služi za prehranu peludnih cijevi za vrijeme njihovog rasta prema sjemenim zamecima. Iako od svake karpele nastaje jedan vrat, u cvjetovima s više karpela oni mogu srastati u jedan, zajednički vrat. 
Plodnica je donji, prošireni dio tučka u kome su smješteni sjemeni zameci i u kojem se odvija oplođenje.
Karpele, a samim tim i tučak, su strukture homologne megasporofilima sjemenih paprati i golosjemenjača. Karpele prvobitnih skrivenosjemenjača su bile krupne, listolike, s velikim brojem sjemenih zametaka (situacija prisutna i kod suvremenih primitivnih grupa), i s nepotpunim srastanjem. Paralelno, u evoluciji je došlo i do smanjivanja broja provodnih snopića u karpeli s tri na jedan.